# Ein zum Tode Verurteilter ist entflohen
Ein zum Tode Verurteilter ist entflohen ist ein französischer Spielfilm aus dem Jahre 1956 von Robert Bresson.

## Handlung
Der Film beruht auf einer wahren Begebenheit, der Flucht von André Devigny (1916–1999), einem Mitglied der „Forces françaises libres“, aus dem von der Wehrmacht requirierten Gefängnis Fort Montluc nahe Lyon im Jahr 1943.
Frankreich in der Zeit der deutschen Okkupation. Der gefangengenommene französische Widerstandskämpfer Lieutenant Fontaine wird in einer Limousine der Gestapo ins Gefängnis Fort Montluc gebracht. Nachdem ein erster während der Fahrt unternommener Fluchtversuch misslungen ist, wird Fontaine, im Gefängnis angekommen, sofort zusammengeschlagen und anschließend in eine Zelle verbracht, aus der kein Entfliehen möglich zu sein scheint. Die Tage verlaufen immer in ein und demselben Rhythmus: das Essen, das in einem Blechnapf in die Zelle hineingereicht wird; der Gang in den Hof, wo die Gefangenen die Eimer mit ihren Fäkalien ausschütten; die kurzen im Flüsterton gehaltenen Wortwechsel miteinander im Waschraum. Fontaine sieht sich den unterschiedlichen Reaktionen der anderen Gefangenen konfrontiert. Blanchet, der alte Mann in der Nebenzelle, hat sich seinem Schicksal ergeben. Ein Pastor steckt den anderen kleine Zettel mit Bibelzitaten zu. Neben Fontaine ist es nur ein weiterer Gefangener, Orsini, der an Flucht denkt. Aber zu früh wagt Orsini den Versuch zu entkommen; er wird festgenommen und wenig später hingerichtet. 
Fontaine dagegen bereitet weiter mit großer Anstrengung und Geduld seinen Ausbruch vor. Aus einem Essenslöffel hat er eine Art Spachtel geformt, mit dem er die Bretter seiner Zellentür herauslösen kann. Nach einem Monat mühseliger Arbeit hat er diesen ersten Teil seiner Fluchtvorbereitungen abgeschlossen. Aus Stofffetzen und Draht aus seiner Matratze fertigt er ein Seil, mit dem er die Gefängnismauern überwinden will. – Die Zeit drängt, denn im Hôtel Terminus, dem Sitz der Gestapo in Lyon, wird ihm das Todesurteil verkündet. Zurück in seiner Zelle muss er feststellen, dass dort jetzt noch ein weiterer Gefangener eingesperrt worden ist. Der gerade einmal sechzehn Jahre alte Junge, Jost, trägt eine deutsche Uniformjacke. Ist er ein Spitzel? Fontaine muss sich entscheiden – für Vertrauen oder für das Verwerfen seines Plans. Er entscheidet sich für das Vertrauen und weiht den Jungen in sein Vorhaben ein. Gemeinsam wagen sie in der Nacht den Ausbruch – und er gelingt.

## Hintergrund
- Der vollständige Titel des Films lautete Un condamné à mort s’est échappé ou Le vent souffle où il veut.[2] Der zweite Teil des Titels zitiert einen Satz aus dem Evangelium nach Johannes: „Der Wind weht, wo er will.“[3]
- Die Dreharbeiten fanden im Sommer 1956 zu einem Teil am Originalschauplatz, dem Gefängnis Fort Montluc,[4] sowie in den Studios von Saint-Maurice (Val-de-Marne) statt.[5] Das Dekor des Films wurde gestaltet von Pierre Charbonnier.

## Erstaufführungen
Der Film wurde am 11. November 1956 in Frankreich uraufgeführt. Eine von der DEFA bearbeitete, deutsch synchronisierte Fassung befand sich bereits 1957 im Verleih des VEB Progress Film Vertrieb. In der Bundesrepublik Deutschland lief der Film am 20. September 1961 an.

## Auszeichnungen
- Der Film lief bei den Internationalen Filmfestspielen von Cannes 1957 im Wettbewerb um die Goldene Palme. Robert Bresson wurde dort mit dem Regiepreis ausgezeichnet.
- Kritikerpreis des Syndicat français 1957[8]
- NBR Award des National Board of Review 1957: Nominierung in der Kategorie „Best Foreign Film“ (Gewinner war Ordet von Carl Theodor Dreyer)
- Étoile de Cristal, Grand Prix 1957

## Kritiken
François Truffaut schrieb 1956: „Un condamné à mort s'est échappé ist der minutiöse Bericht vom Ausbruch eines Mannes. Tatsächlich geht es um eine peinlich genaue Rekonstruktion, und der Major Devigny, der vor dreizehn Jahren die Geschichte erlebt hat, hat den Drehort keinen Moment lang verlassen. Bresson verlangte von ihm unentwegt, daß er dem anonymen Schauspieler zeige, wie man in einer Zelle einen Löffel hält, wie man auf die Mauern schreibt und wie man schläft. [...] Wir leben wirklich mit Fontaine in seinem Gefängnis, nicht nur neunzig Minuten lang, sondern zwei Monate, und das macht es so aufregend.“
In Reclams Filmführer ist zu lesen: „Bresson geht es nicht um die äußere Spannung, die ein solches Thema hergeben könnte; daher hat er den glücklichen Ausgang schon im Titel annonciert. Er wollte vielmehr beim Publikum eine „innere Erregung“ auslösen. Er sagte: „Was mir vorschwebt, ist gleichzeitig ein Film der Dinge und der Seele. Das heißt, daß ich versuchen will, die Seele durch die Dinge sichtbar zu machen…“ Folgerichtig versagt er sich aller Effekte der üblichen „Ausbruchsfilme“. Er reiht die Einstellungen fast schmucklos aneinander, erzählt gleichsam, ohne die Stimme zu heben. Aber gerade diese scheinbare Monotonie erweist sich als höchst kunstvolles Gestaltungsmittel. Die Kamera belauert den Hauptdarsteller, die hastigen Wortfetzen, mit denen sich die Häftlinge verständigen. Sie zeigt verschlossene Gesichter und immer wieder die Dinge: primitive Handwerkszeuge, zersplitterndes Holz, einen Fetzen Papier, auf dem Nachrichten ausgetauscht werden.“
Im Lexikon des Internationalen Films heißt es: „Erstmals im Schaffen Bressons eine konsequente Trennung von Bild und Kommentar sowie ein Verzicht auf Totalen zugunsten der symbolisch verdichteten Detaileinstellung. In seiner formalen Strenge und Radikalität ist der Film offen für ein gleichnishaftes Verständnis, das auch christlich erklärt werden kann und dem es um die Berufung des Menschen schlechthin zur Freiheit geht.“
Falko Fröhner schreibt auf film-rezensionen.de: „Bresson rhythmisiert seinen Film streng – regelmäßig sind die zum Hofgang antretenden Gefangenen, der in seiner Zelle an dem Fluchtweg arbeitende Fontaine zu sehen und die Gewehrsalven des Erschießungskommandos zu hören – und arbeitet erstmals lediglich mit Laiendarstellern, welche dem Stoff, übrigens ein Merkmal aller späteren Werke Bressons, auf Grund ihres „mechanisch“ wirkenden Schauspiels gewissermaßen eine universelle Gültigkeit garantieren und den Fokus des Zuschauers vielmehr auf das Dargestellte als auf die Art der Darstellung lenken. Durch eine minimalistische Bildsprache und die Tatsache, dass der Ausgang des Fluchtversuches bereits im Titel vorweggenommen wird, versucht der Regisseur eine höchstmögliche Spannungsarmut zu erreichen; die Erlösungsbotschaft ist es, auf die der Film konsequent hinarbeitet, und sich dementsprechend von anderen Filmen dieser Art bewusst distanziert. Dennoch ist Un condamné à mort s’est échappé von einer großen atmosphärischen Dichte, da der Film in einer bedrückend engen Gefängnisanstalt situiert ist und Fontaine das Datum seiner Hinrichtung unbekannt bleibt, wodurch zusätzliches Unbehagen entsteht. Bezeichnend für Bressons Vorgehen ist zudem, dass er auf Gesichtstotale, im Gegensatz zu späteren Werken wie etwa Mouchette oder Au hasard Balthazar, vollständig verzichtet; die dargestellten Charaktere, v. a. die Gefängniswärter, werden zu bloßen Funktionseinheiten, die es für Fontaine zu überwinden gilt, degradiert. Die Sehnsucht des Protagonisten nach Freiheit und sein Überlebensdrang finden außerdem in der selten erklingenden musikalischen Untermalung, das „Kyrie“ aus der c-Moll Messe von Mozart, eine Entsprechung.“